# Brian Asbury
Brian Asbury (nacido el 1 de octubre de 1986 en Miami, Florida) es un exjugador de baloncesto estadounidense con pasaporte ecuatoguineano. Con 2,00 m de estatura, su puesto natural en la cancha era el de alero. 

## Trayectoria deportiva

### Universidad
Jugó durante cuatro temporadas con los Hurricanes de la Universidad de Miami, en las que promedió 7,4 puntos, 4,1 rebotes y 1,1 asistencias por partido.

### Profesional
No es elegido en Draft de la NBA de 2009 por ningún equipo, después de su periplo universitario desarrolla su carrera en varios equipos de la liga de Israel, teniendo un paréntesis en la Liga ACB, jugando la temporada 2012-2013 en el CB Sevilla, donde promedia 6,5 puntos y 2,3 rebotes.